# Liste der Kulturdenkmale in Ochsenhausen
In der Liste der Kulturdenkmale in Ochsenhausen sind alle Bau- und Kunstdenkmale der Gemeinde Ochsenhausen verzeichnet, die im „Verzeichnis der unbeweglichen Bau- und Kunstdenkmale und der zu prüfenden Objekte“ des Landesamts für Denkmalpflege Baden-Württemberg verzeichnet sind.
Diese Liste ist nicht rechtsverbindlich. Eine rechtsverbindliche Auskunft ist lediglich auf Anfrage bei der Unteren Denkmalschutzbehörde des Landkreises Biberach erhältlich.

## Ochsenhausen
| Bild           | Bezeichnung                                 | Lage                                                                                              | Datierung           | Beschreibung | ID |
| -------------- | ------------------------------------------- | ------------------------------------------------------------------------------------------------- | ------------------- | --- | -- |
|                | Hausmadonna                                 | Ochsenhausen, Bachgasse 12 (Karte)                                                                | wohl frühes 19. Jh. | Geschützt nach § 2 DSchG | BW |
| Weitere Bilder | Bahnhof Ochsenhausen                        | Ochsenhausen, Bahnhof 1, 1a (Karte)                                                               |                     | Teil der Sachgesamtheit: 750 mm – Schmalspurbahnsystem in Württemberg Empfangsgebäude mit angebauter Wartehalle und Güterschuppen (Bahnhof 1), - Nebengebäude mit Abtritt, - drei Kastanienbäumen gegenüber dem Bahnhof, die noch aus Zeit um 1900 stammen sowie - Lokschuppen mit Kohlenstall und Wassertank - Freiflächen und sämtliches Zubehör wie Gleise, Weichen, fahrendes Material Geschützt nach § 12 DSchG |    |
|                | Personalwohngebäude                         | Ochsenhausen, Scheffelstraße 7 (Karte)                                                            |                     | Teil der Sachgesamtheit: 750 mm – Schmalspurbahnsystem in Württemberg Geschützt nach § 12 DSchG |    |
| Weitere Bilder | Bahnhofshotel                               | Ochsenhausen, Bahnhofstraße 35 (Karte)                                                            |                     | Teil der Sachgesamtheit: 750 mm – Schmalspurbahnsystem in Württemberg Geschützt nach § 12 DSchG |    |
|                | Hausmadonna                                 | Ochsenhausen, Bahnhofstraße 11 (Karte)                                                            | 18. Jh.             | Geschützt nach § 2 DSchG |    |
|                | Gasthof Krone                               | Ochsenhausen, Brühlstraße 2 (Karte)                                                               | 18. Jh.             | Geschützt nach § 2 DSchG | BW |
|                | Scharfrichterhaus des Klosters Ochsenhausen | Ochsenhausen, Burghaldenweg 14 (Karte)                                                            | 17. Jh.             | Geschützt nach § 2 DSchG | BW |
| Weitere Bilder | Friedhofskapelle St. Vitus                  | Ochsenhausen, Friedhofstraße 19 (Karte)                                                           | 1679–1681           | Geschützt nach § 28 DSchG |    |
|                | Friedhof                                    | Ochsenhausen, Friedhofstraße 19 (Karte)                                                           | 1679–1681           | mit Mauerteilen, Kriegerdenkmal und bemerkenswerten Grabdenkmalen und Epitaphen Geschützt nach §§ 28, 12 DSchG |    |
|                | Wegkreuz                                    | Ochsenhausen, Friedhofstraße/Ecke Brühlstraße                                                     | 19. Jh.             | Geschützt nach § 2 DSchG |    |
| Weitere Bilder | Fruchtkasten                                | Ochsenhausen, Landgasse 12 (Karte)                                                                | 19. Jh.             | Geschützt nach § 2 DSchG |    |
|                | Langes Haus                                 | Ochsenhausen, Langhausweg 15 (Karte)                                                              | 1722                | Geschützt nach § 2 DSchG | BW |
| Weitere Bilder | Rathaus                                     | Ochsenhausen, Marktplatz 1 (Karte)                                                                | 1606                | Geschützt nach § 28 DSchG |    |
|                | Zweigeschossiger Putzbau mit Walmdach       | Ochsenhausen, Marktplatz 7 (Karte)                                                                | 18. Jh.             | Geschützt nach § 2 DSchG | BW |
|                | Wegkreuz                                    | Ochsenhausen, bei Memminger Straße 2                                                              | 19. Jh.             | Geschützt nach § 2 DSchG |    |
|                | Villa mit Garten                            | Ochsenhausen, Memminger Str. 57 (Karte)                                                           | 1897                | Geschützt nach § 2 DSchG | BW |
|                | Hotel Post                                  | Ochsenhausen, Poststraße 24 (Karte)                                                               | 1897                | Geschützt nach § 2 DSchG |    |
|                | Ehemalige Torwirtschaft                     | Ochsenhausen, Schlossbezirk 1 (Karte)                                                             | 1803                | Geschützt nach § 2 DSchG | BW |
| Weitere Bilder | Ehemaliges Benediktinerkloster Ochsenhausen | Ochsenhausen, Schlossbezirk 3, 3/1, 4,4/1, 5, 6, 7, 9, 10, 13, 14, 15, 16, 17, 19/1, 19/2 (Karte) | 1803                | Geschützt nach § 28 DSchG |    |
| Weitere Bilder | Hotel Adler                                 | Ochsenhausen, Schlossstraße 7 (Karte)                                                             | 18. Jh.             | Geschützt nach § 2 DSchG |    |
|                | Villa                                       | Ochsenhausen, Schlossstraße 72 (Karte)                                                            | 1907                | Geschützt nach § 2 DSchG | BW |
|                | Wegkapelle                                  | Ochsenhausen, Ulmer Str. 35 (Karte)                                                               | 18. Jh.             | Geschützt nach §§ 28, 2 DSchG | BW |
|                | Bildstock                                   | Ochsenhausen, Ziegelweiherweg                                                                     | 18. Jh.             | Geschützt nach § 2 DSchG |    |
|                | Wegkreuz                                    | Ochsenhausen, an der Straße nach Erlenmoos                                                        | 18. Jh.             | Geschützt nach § 2 DSchG |    |
|                | Wegkreuz                                    | Ochsenhausen, an der Straße nach Eichen                                                           | 1910                | Geschützt nach § 2 DSchG |    |
|                | Beckenkapelle                               | Ochsenhausen, Gewann Fürstenwald (Karte)                                                          | 18. Jh.             | Geschützt nach § 2 DSchG | BW |
|                | Wegkreuz                                    | Ochsenhausen, Gewann Fürstenwald (Karte)                                                          | 1904                | Geschützt nach § 2 DSchG | BW |
|                | Landschaftshaus Goldbach                    | Ochsenhausen-Goldbach, Ulmer Straße 79 (Karte)                                                    | 18. Jh.             | Geschützt nach § 28 DSchG | BW |
|                | Spital Goldbach                             | Ochsenhausen-Goldbach, Ulmer Straße 83 (Karte)                                                    | 17. Jh.             | Geschützt nach §§ 28, 12 DSchG | BW |
|                | Kath. Kapelle zur Unbefleckten Empfängnis   | Ochsenhausen, Hattenburg 5 (Karte)                                                                | 1856                | Geschützt nach § 2 DSchG | BW |
|                | Wegkreuz                                    | Ochsenhausen-Hattenburg, an der Straße nach Mittelbuch (Karte)                                    | 1926                | Geschützt nach § 2 DSchG | BW |

## Mittelbuch
| Bild | Bezeichnung                             | Lage                                                        | Datierung | Beschreibung                   | ID |
| ---- | --------------------------------------- | ----------------------------------------------------------- | --------- | ------------------------------ | -- |
|      | Pfarrhaus                               | Mittelbuch, Abt-Weltin-Straße 6 (Karte)                     | 18. Jh.   | Geschützt nach § 2 DSchG       | BW |
|      | Katholische Pfarrkirche St. Joseph      | Mittelbuch, Abt-Weltin-Straße 8 (Karte)                     | 1790–92   | Geschützt nach §§ 28, 12 DSchG | BW |
|      | Historische Wasserversorgung Mittelbuch | Mittelbuch, Einöde 41, „Dragoners Einöde“                   | 1926      | Geschützt nach § 2 DSchG       |    |
|      | Wegkreuz                                | Mittelbuch, bei Kellergasse 1                               | 1908      | Geschützt nach § 2 DSchG       |    |
|      | Wegkreuz                                | Mittelbuch, an der Straße nach Fischbach                    | 1914      | Geschützt nach § 2 DSchG       |    |
|      | Wegkreuz                                | Mittelbuch, Gewann Rohr                                     | 1887      | Geschützt nach § 2 DSchG       |    |
|      | Bildstock                               | Mittelbuch, an der Straße nach Bebenhaus                    | 18. Jh.   | Geschützt nach § 2 DSchG       |    |
|      | Wegkreuz                                | Mittelbuch, an der Straße nach Rottum                       | 1910      | Geschützt nach § 2 DSchG       |    |
|      | Wegkreuz                                | Mittelbuch, an der Straße nach Hattenburg                   | 1868      | Geschützt nach § 2 DSchG       |    |
|      | Haus Lehne                              | Mittelbuch, Bebenhaus 2 (Karte)                             | 18. Jh.   | Geschützt nach § 2 DSchG       | BW |
|      | Katholische Kapelle St. Trinitas        | Mittelbuch, Bebenhaus 10 (Karte)                            | um 1770   | Geschützt nach § 28 DSchG      | BW |
|      | Wegkreuz                                | Mittelbuch, Bekenjokeles, Abzweig zum Hof (Karte)           | um 1900   | Geschützt nach § 2 DSchG       | BW |
|      | Bildstock                               | Mittelbuch, Bennes, an der Straße gegenüber vom Hof (Karte) | um 1900   | Geschützt nach § 2 DSchG       | BW |
|      | Wegkreuz                                | Mittelbuch, Lochweber, an der Straße nach Dietenwengen      | um 1900   | Geschützt nach § 2 DSchG       |    |
|      | Wegkreuz                                | Mittelbuch, Mäxel, an der Straße nach Mittelbuch            | 1901      | Geschützt nach § 2 DSchG       |    |
|      | Wegkreuz                                | Mittelbuch, Oberbauer, an der Straße nach Mittelbuch        | 1896      | Geschützt nach § 2 DSchG       |    |
|      | Wegkreuz                                | Mittelbuch, Schmidtbauer, beim Hof                          | 1895      | Geschützt nach § 2 DSchG       |    |
|      | Wegkreuz                                | Mittelbuch, Wolfes, an der Straße nach Hattenburg           | 1860      | Geschützt nach § 2 DSchG       |    |

## Reinstetten
| Bild           | Bezeichnung                                            | Lage                                                             | Datierung            | Beschreibung                                             | ID |
| -------------- | ------------------------------------------------------ | ---------------------------------------------------------------- | -------------------- | -------------------------------------------------------- | -- |
|                | Bahnhof mit Nebengebäude                               | Reinstetten, Bahnhofstraße 21                                    |                      | Teil der Sachgesamtheit Öchsle Geschützt nach § 12 DSchG |    |
|                | Gasthof Adler                                          | Reinstetten, Biberacher Straße 1, 2, Laupheimer Straße 3 (Karte) |                      | Geschützt nach § 2 DSchG                                 | BW |
|                | Sühnekreuz                                             | Reinstetten, an der Biberacher Straße                            | 16. Jh.              | Geschützt nach § 2 DSchG                                 |    |
|                | Neugotische Wegkapelle mit Kreuzigungsgruppe           | Reinstetten, Laupheimer Straße 23 (Karte)                        | 1. Hälfte 19. Jh.    | Geschützt nach § 2 DSchG                                 | BW |
|                | Friedhofskapelle                                       | Reinstetten, Laupheimer Straße 30 (Karte)                        | 1. Hälfte 19. Jh.    | Geschützt nach § 2 DSchG                                 | BW |
|                | Figur des Heiligen Johannes von Nepomuk                | Reinstetten, bei Mühlweg 6                                       | um 1800              | Geschützt nach § 2 DSchG                                 |    |
|                | Katholische Pfarrkirche St. Urban                      | Reinstetten, Urbanstraße 2 (Karte)                               | 1740–1742            | Geschützt nach §§ 28, 12 DSchG                           |    |
|                | Pfarrhaus                                              | Reinstetten, Urbanstraße 3 (Karte)                               | 1749                 | Geschützt nach § 2 DSchG                                 | BW |
|                | Kapelle                                                | Reinstetten, bei Ziegeleistraße 48 (Karte)                       | 1875                 | Geschützt nach § 2 DSchG                                 | BW |
|                | Wegkreuz                                               | Reinstetten, Gewann Farrenteich                                  | um 1900              | Geschützt nach § 2 DSchG                                 |    |
|                | Wegkreuz                                               | Reinstetten, Am Weg nach Wasenburg                               | 1913                 | Geschützt nach § 2 DSchG                                 |    |
|                | Katholische Kirche St. Antonius                        | Eichen, Kapellenstraße 6 (Karte)                                 | 18. Jh.              | Geschützt nach § 2 DSchG                                 | BW |
|                | Bildstock                                              | Eichen, An der Straße nach Reinstetten                           | erste Hälfte 19. Jh. | Geschützt nach § 2 DSchG                                 |    |
|                | Wegkreuz                                               | Eichen, An der Straße nach Reinstetten (Karte)                   | 1871                 | Geschützt nach § 2 DSchG                                 | BW |
|                | Wegkreuz                                               | Eichen, An der Straße nach Gutenzell                             | 1920                 | Geschützt nach § 2 DSchG                                 |    |
|                | Wegkreuz                                               | Eichen, An der Straße nach Gutenzell                             | 1881                 | Geschützt nach § 2 DSchG                                 |    |
|                | Figur des Kerkerchristus                               | Goppertshofen, bei Hauptstr. 2                                   | 18. Jh.              | Geschützt nach § 2 DSchG                                 |    |
|                | Hofmühle                                               | Goppertshofen                                                    | um 1900              | Geschützt nach § 2 DSchG                                 |    |
|                | Katholische Kapelle                                    | Laubach, Schorrenweg 1 (Karte)                                   | 1449                 | Geschützt nach § 28 DSchG                                | BW |
|                | Feuerwehrgerätehaus                                    | Laubach, Schulstraße 2/2                                         | um 1900              | Geschützt nach § 2 DSchG                                 |    |
|                | Wegkreuz                                               | Laubach, an der Straße nach Edenbachen (Karte)                   | 1898                 | Geschützt nach § 2 DSchG                                 | BW |
|                | Ehemaliges Schloss der Freiherren von König-Warthausen | Sommershausen, Sommershausen 1 (Karte)                           | 1906                 | Geschützt nach § 2 DSchG                                 | BW |
| Weitere Bilder | Katholische Kapelle St. Simon und Judas                | Wennedach, Kirchweg 9 (Karte)                                    | 1751                 | Geschützt nach § 28 DSchG                                |    |
|                | Feuerwehrgerätehaus                                    | Wennedach, Maselheimer Straße 12 (Karte)                         | um 1900              | Geschützt nach § 2 DSchG                                 | BW |
|                | Bahnhof                                                | Wennedach, Maselheimer Straße 42 (Karte)                         |                      | Teil der Sachgesamtheit Öchsle Geschützt nach § 12 DSchG | BW |
|                | Wegkreuz                                               | Wennedach                                                        | 1912                 | Geschützt nach § 2 DSchG                                 |    |
|                | Wegkreuz                                               | Wennedach, an der Straße nach Reinstetten                        | 1898                 | Geschützt nach § 2 DSchG                                 |    |